# 特拉夫基涅
50°44′28″N 31°27′21″E / 50.74111°N 31.45583°E
特拉夫基涅（烏克蘭語：Травкине），是烏克蘭北部的村莊，隸屬切爾尼希夫州的尼任區。該村始建於1924年，面積0.29平方公里，海拔高度134米，2006年人口271，人口密度每平方公里937.7人。